# 김광배 (삽화가)
김광배(1933년 ~ 2020년 10월 18일)는 대한민국의 삽화가이다.

## 생애
1933년 충청북도 괴산에서 태어났으며, 1946년 경기공립사범학교 입학 이후에는 미술 교육을 받았다가, 1950년대 말부터 〈새벗〉, 〈여원〉,  〈사상계〉 등 여러 잡지에 그림을 그렸으며, 교과서와 신문 소설 삽화를 맡았다. 계몽사 〈소년소녀 한국문학전집〉과 일지사 〈옛날에 옛날에〉 등 여러 아동문학 도서와 그림책 작업에 참여하며 한국을 대표하는 삽화가로 활동하였다. 2020년 10월 18일 오랜 투병 끝에 숙환으로 별세하였다.

## 가족 관계
- 아들 : 김종윤 - 신일산업 대표
- 장녀 : 김혜선
  - 사위 : 안홍진 - 논객닷컴 대표
    - 외손자 : 안호웅
    - 외손녀 : 안미성
- 차녀 : 김혜영
  - 둘째 사위 : 이병근
    - 외손주 : 이동식
- 삼녀 : 김혜림